# Ma‘bad Bal
Ma‘bad Bal (arabiska: معبد بل) var en tempelruin i Palmyra i Syrien. Den låg i provinsen Homs, 210 kilometer nordost om huvudstaden Damaskus. Templet var tillägnat guden Bel.
Ma‘bad Bal förstördes 2015 av Islamiska staten.